# 高通EDL模式
高通EDL模式，常被称为9008模式，是一个高通SoC的引导ROM的功能，可以恢复变砖的智能手机（救砖）和刷机。
要支持EDL模式，设备必须使用高通硬件，比如骁龙处理器。

## 使用

### ADB
可以使用Android调试桥让手机进入EDL模式，命令为adb reboot edl。

### Windows
QPST(Qualcomm Product Support Tool)可以用于低级固件刷写，可以救硬砖和修复软件问题。这个工具使用EDL和设备通信。高通官方没有发布QPST软件。

### Linux
edl是一个CLI工具，可以使用EDL和设备通信。
与其类似的软件是qdl (Qualcomm Download)。

### 测试点
高通开发的主板包含一个测试点，这可能因手机型号而异。
使用测试点进入EDL模式的步骤如下：
1. 打开手机后盖，找到测试点
2. 使用镊子短接测试点（TP）和GND
3. 保持短接，启动手机，即可进入EDL模式

进入EDL模式后需要使用软件工具进行更多操作。

### 深刷线
深刷线(Deep Flash Cable)是一种特殊的USB数据线，上面有一个按键，连接了D+和GND引脚，在关机状态下按住这个按键开机，即可进入EDL模式。